# Arenas (Utuado)
Arenas es un barrio ubicado en el municipio de Utuado en el estado libre asociado de Puerto Rico. En el Censo de 2010 tenía una población de 1860 habitantes y una densidad poblacional de 143,63 personas por km².

## Geografía
Arenas se encuentra ubicado en las coordenadas 18°14′24″N 66°42′27″O / 18.24000, -66.70750. Según la Oficina del Censo de los Estados Unidos, Arenas tiene una superficie total de 12.95 km², que corresponden a tierra firme.

## Demografía
Según el censo de 2010, había 1860 personas residiendo en Arenas. La densidad de población era de 143,63 hab./km². De los 1860 habitantes, Arenas estaba compuesto por el 94.41% blancos, el 1.13% eran afroamericanos, el 0.32% eran amerindios, el 2.26% eran de otras razas y el 1.88% pertenecían a dos o más razas. Del total de la población el 99.78% eran hispanos o latinos de cualquier raza.